# 廈キョウ駅
廈滘駅（かきょう-えき）は、中華人民共和国広東省広州市番禺区に位置する広州地下鉄3号線の駅である。

## 駅構造
- 島式ホーム1面2線を有する地下駅。開業当初からホームドア設置済み。

| 3号線ホーム | ←3号線南本線 天河客運方面 |
| 3号線ホーム | 島式ホーム                |
| 3号線ホーム | 3号線南本線 番禺広場方面→ |

## 駅周辺
- 廈滘村
- 麗江花園
- 緑茵島
- 東海花園
- 廈滘学校
- 麗江明珠酒店
- 五洲装飾材料城

## バス路線
- 17 南村–南浦
- 129 錦城花園–南国奧園
- 303 天河客運駅–番禺客運站

## 歴史
- 2006年12月30日 - 開業。

## 隣の駅
■広州地下鉄3号線
瀝滘駅 - 廈滘駅 - 大石駅